# Olga Vasilieva
Olga Iurevna Vasilieva (uneori transliterată ca Vasilyeva, în rusă О́льга Ю́рьевна Васи́льева; n. 13 ianuarie 1960, Bugulma, RSFS Rusă, URSS) este un doctor în științe istorice  rus, profesor universitar, ministrul Educației și Științei al Federației Ruse (2016-2018), ministrul Educația Federației Ruse din mai 2018.

## Anii timpurii
Vasilieva s-a născut în 1960 la Bugulma. 
În 1979 a obținut o diplomă în cor și dirijare de la Institutul de Stat pentru Cultură din Moscova⁠(d). Mai târziu, la mijlocul anilor 1980, a studiat istoria la Universitatea de Stat pentru Științe Umaniste din Moscova⁠(d). Câțiva ani a fost maestru de muzică și profesor de istorie.
Apoi a trecut la munca de cercetare ca istoric. În 1987 ea a fost admisă la doctorat în cadrul Institutului de Istorie al Academiei de Științe a URSS. În 1990 ea și-a susținut doctoratul cu teza „Statul sovietic și activitățile patriotice ale Bisericii Ortodoxe Ruse în anii Marelui Război Patriotic”.

## În serviciul de stat
În 2007 Vasilieva a terminat un studiu la Academia Diplomatică a Ministerului Afacerilor Externe al Federației Ruse⁠(d). Cariera ei ca persoană în serviciul de stat a început în Departamentul pentru Cultură al Guvernului rus. Ea a fost responsabilă, printre altele, pentru programele școlare, în special în istorie și în educația religioasă.
La 19 august 2016 a fost numită ministru al educației și științei al Federației Ruse, precedată de Dimitri Livanov. Acest minister a fost împărțit în mai 2018 în Ministerul Educației (denumit și Ministerul Educației Generale sau al Iluminismului) și Ministerul Științei și Învățământului Superior. La 18 mai 2018 dr. Vasilieva a devenit ministru al educației al Federației Ruse.

## Publicații
A scris peste 160 de articole și 8 cărți. 

## Legături externe
- Biografie: Vasilyeva Olga. Arhivat în 14 aprilie 2019, la Wayback Machine. pe site-ul oficial al Ministerul Educației și Științei al Federației Ruse.